# Cortana (personaggio)
Cortana è un personaggio immaginario appartenente alla celebre saga di Halo; è un'intelligenza artificiale che ha il compito di fornire informazioni a John-117.
Cortana è una delle figure più rappresentative della serie poiché è il personaggio che appare nel maggior numero di videogiochi. Il suo design originale è costituito da un ologramma rappresentante una donna dalla pelle e dai capelli violacei con dei simboli blu che scorrono sul suo corpo.
Cortana è la fonte d'ispirazione per la creazione dell'omonimo assistente digitale prodotto da Microsoft.

## Descrizione
All'interno della serie, Cortana rivestiva il ruolo di assistente del giocatore, hackerando sistemi informatici e decodificando le trasmissioni. Ma Cortana rappresenta anche il contorno loquace che accompagna il giocatore tramite dei dialoghi trasmettendo informazioni e obiettivi.
Cortana si era originata da un clone del cervello della dottoressa Catherine Elizabeth Halsey ed è dotata di grandi capacità intellettive, poiché è stata programmata con algoritmi molto avanzati. Nello svolgere i suoi compiti è sempre seria e rigorosa ma sa essere anche allegra e scherzosa. Una sua caratteristica particolare è il cambiamento di colore legato ad un diverso stato emotivo. Come è successo nel momento in cui è stata incorporata all'interno del centro di controllo del Nucleo dell'installazione 04. 
Fisicamente si presenta come una donna snella, con i capelli corti e una pelle che va dal lavanda al blu, in base al suo umore. Allo stesso tempo presenta anche numeri e simboli che attraversano il suo corpo e che raffigurano ciò che sta pensando.

## Videogiochi

### Halo
Cortana nella sua prima apparizione si occupa di tracciare la rotta per la nave umana Pillar of Autumn che porterà alla scoperta di un nuovo anello di nome Halo. Si occupa anche di difendere la nave dei Covenant fino a quando non verrà consegnata al Master Chief. Cortana si rende conto che l'anello funge da prigione per il parassita Flood; attivare Halo significherebbe distruggere tutta la vita senziente nella galassia per impedire la diffusione del diluvio. Cortana assiste Master Chief nella distruzione dell'anello e nella fuga.

### Halo 2
Cortana aiuta a difendere la Terra dopo un attacco Covenant. Lei insieme a Master Chief e l'umanità viaggiano verso Delta Halo, un altro anello di Halo, dove incontrano Gravemind dell'Organizzazione di Intelligence Flood. Egli invia Master Chief e Cortana sulla nave High Charity, per impedire ai Covenant di attivare Halo.  Alla fine Master Chief fallisce la missione e Cortana a bordo della nave distrugge la città e Halo. 

### Halo 3
In Halo 3, Cortana appare al giocatore in una trasmissione interrotta. Sulla struttura Harbinger nota come Arca, Master Chief si reca alle rovine di High Charity per salvare Cortana. Successivamente Master Chief e Cortana riescono a fermare l'inondazione, ma rimangono nello spazio profondo sulla nave umana Forward Unto Dawn. Cortana invia un segnale di soccorso e Master Chief si immerge nel criosonno in attesa dei soccorsi.

### Halo 4
All'inizio del gioco, Cortana risveglia il leader nel momento in cui Forward Unto Dawn si sposta in una struttura Forerunner chiamata Requiem. Cortana inizia a manifestare comportamenti insoliti e anormali e si ritrova a soffrire di evasione mentre la sua durata di vita di sette anni volge al termine. Aiuta nella lotta contro Didact, un precursore emarginato che odia gli umani. Alla fine, Cortana si sacrifica per salvare il capo e sventare i piani di Didact.

### Halo 5
In Halo 5, la sopravvivenza di Cortana viene rivelata mentre convoca Master Chief nel mondo preesistente di Genesis. Cortana ha spiegato che è sopravvissuta alla distruzione della nave del Didatta e alla sua stessa furia entrando nel regno della Volta dell'Antica Conoscenza. Concessa la sua durata di vita infinita dal Dominio, Cortana crede che lei e le altre IA ("Creatori") dovrebbero mantenere la pace in tutta la galassia. Cortana inizia a utilizzare antichi costrutti dei Precursori noti come Guardiani per imporre la volontà della creazione in tutta la galassia.

### Halo: Reach
Nel gioco del 2010 Halo: Reach, ambientato poco prima degli eventi di Combat Evolved, Cortana appare brevemente. Un frammento di Cortana con le informazioni del manu fatto Harbinger si fonde con l'identità di Cortana stessa nel Pillar of Autumn prima che la nave lasci il pianeta, portando agli eventi di Combat Evolved.

## Altri media
Cortana appare per la prima volta nel romanzo Halo: The Fall of Reach, un prequel del primo film di Halo. Il dottor Halsey suggerisce a Cortana di scegliere un soldato Spartan II per accompagnarla in una missione imminente. Cortana sceglie Master Chief, che ritiene il partner migliore. Cortana aiuta Master Chief a sopravvivere a un test di pre-morte progettato per testare la sua armatura. In seguito, per vendicarsi, inserisce delle prove negli archivi del colonnello Ackerson, l'agente che li ha quasi uccisi entrambi. 
Cortana appare anche nel romanzo di Combat Evolved, Halo: The Flood, e nei seguenti romanzi Halo: First Strike e Halo: Ghosts of Onyx, così come nella serie animata Halo Legends e nella serie televisiva live-action Halo 4: Forward Unto Dawn. È anche un personaggio principale in "Human Weakness", un racconto scritto da Karen Travissper l'antologia Halo Evolution schede scrive in dettaglio il tempo di Cortana nelle grinfie della Mente Suprema. 
Appare anche nella serie televisiva Halo ed è stato creato dal dottor Halsey come mezzo per sottomettere Master Chief egli altri Spartan. Clonando se stesso e copiando i circuiti cerebrali del clone, Halsey fu in grado di rianimare Cortana e di impiantarla direttamente nei percorsi neurali di Master Chief.

## Accoglienza
Cortana è uno dei personaggi più amati del gioco Halo, ed è stata più volte inserita negli elenchi delle migliori spalle dei videogiochi. Tom's Hardware l'ha nominata uno dei "50 più grandi personaggi femminili", poiché la sua determinazione e la sua grinta si sposano perfettamente con la protagonista del gioco. Megan Crouse di Den of Geek ha definito Cortana uno dei personaggi più importanti della serie di Halo e il suo rapporto con la figura materna Halsey, che è stata sottovalutata in molte parti del franchise. Nel suo libro Halo and Philosophy: Intellect Evolved, la professoressa Monica Evans ha descritto Cortana come uno dei personaggi più umani e meglio sviluppati dei giochi originali.